# Адэр, Хейзел
Хе́йзел Джойс Адэ́р (англ. Hazel Joyce Adair), урождённая — Уи́ллетт (англ. Willett; 9 июля 1920, Дарджилинг, Британская Индия — 22 ноября 2015, Стоумаркет, Суффолк, Англия, Великобритания) — британская актриса

, сценаристка и продюсер.

## Биография
Родилась в 1920 году в Дарджилинге, Британская Индия, её семья вскоре вернулась в Англию, а родители развелись, когда девочке было два года. Её мать позже повторно вышла замуж. Сама Хейзел вышла замуж за фермера Гордона Маккензи в 1940 году. У супругов родился один ребёнок, они развелись в 1949 году.
Взяв фамилию Адэр в качестве сценического имени, она начала свою карьеру с фильмами «Мой брат Джонатан» (1948) и телевизионной драмой BBC «Lady Precious Stream» (1950), снятой по пьесе.
Затем она начала писать сценарии для радио и телевидения. Вместе с Рональдом Марриоттом, её вторым мужем, за которым она была замужем с 1950 года и до его смерти в 1972 году и от которого у неё было пятеро детей, она написала «Незнакомца из космоса» (1952), эпизодического сериала для детского телевизионного сериала Whirligig.
Вместе с Джонкуилом Энтони (позже Питер Линг), она написала сценарии для мыльной радио-оперы «Дневник миссис Дейл», и вместе с Энтони создала первую мыльную оперу ITV, Sixpenny Corner, которая длилась восемь месяцев в течение 1955 и 1956 годов, пять дней в неделю по 15 минут.
Адэр умерла 22 ноября 2015 года в возрасте 95-ти лет. Осталось шесть детей, 11 внуков и 8 правнуков.